# Losa

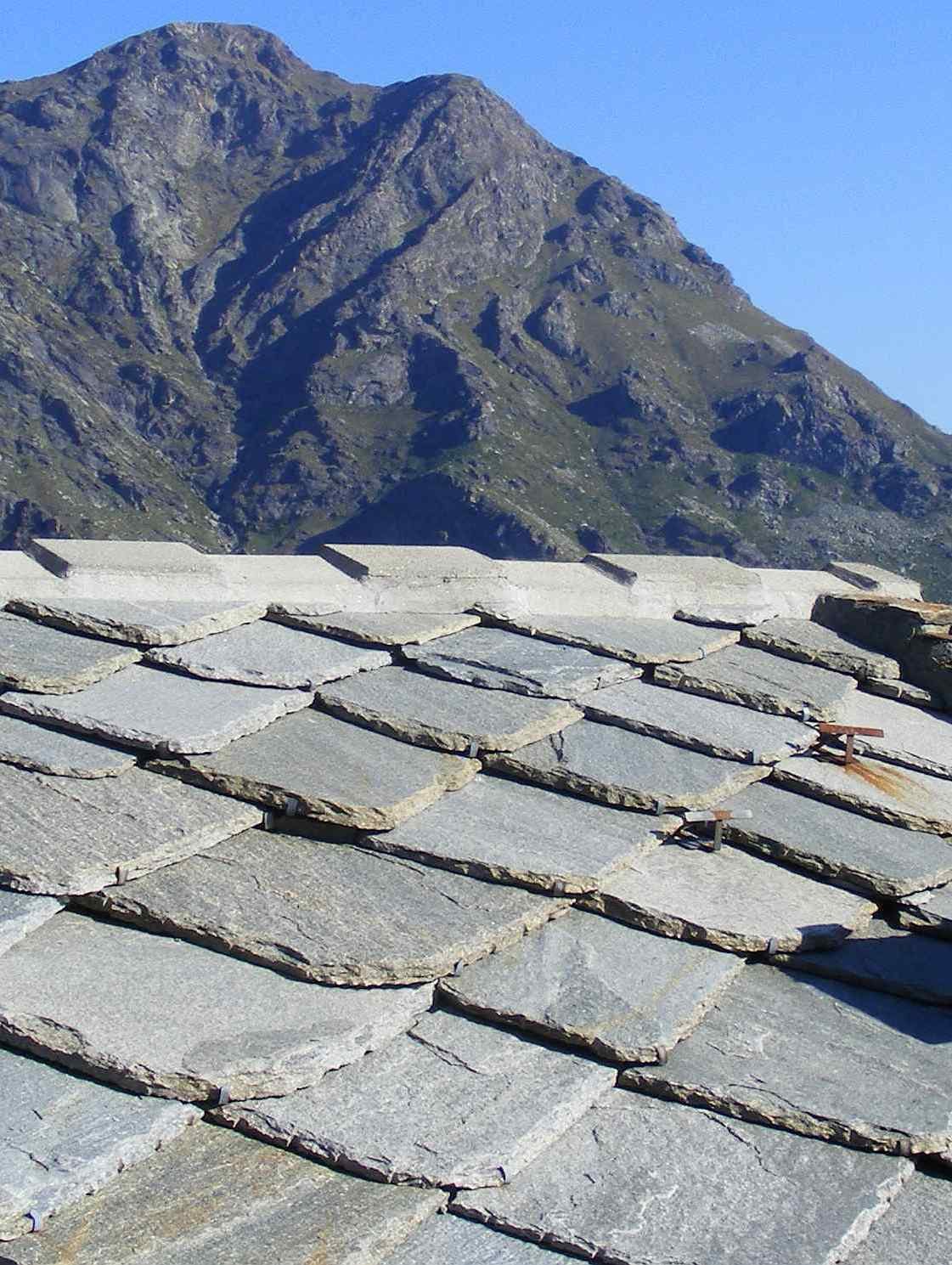
Copertura in lose contemporanee in un alpeggio di Quincinetto

La losa (in patois valdostano labie (pron. AFI: [labjə]), in lombardo pioda, in lunigiano piagna) è una lastra di pietra, generalmente utilizzata in edilizia come tegola o per la pavimentazione.

## Etimologia

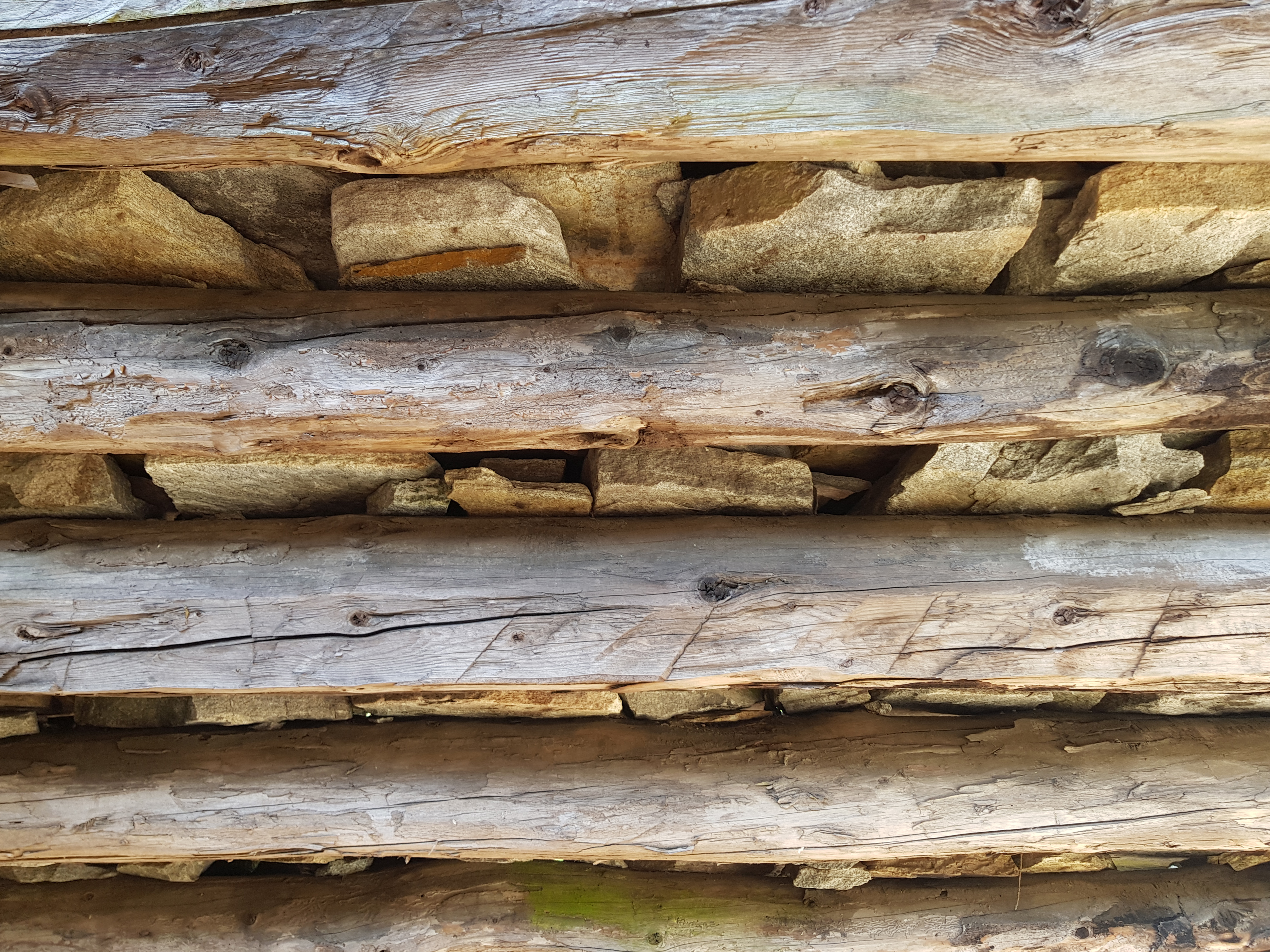
Il tetto in pietra di una malga vigezzina, visto dall'interno

Secondo il linguista Pierre-Yves Lambert il termine losa (in francese lauze) deriverebbe dal celtico lausa.
Nel dictionnaire de la langue française, noto come Littré (1867), il termine lause è fatto derivare dall'antico termine provenzale lauza, « lastra, pietra piatta ».
In occitano, lausa sta a indicare la pietra piatta usata come copertura per i tetti oppure per lastricare; il diminutivo è lauseta, l'accrescitivo lausàs, mentre lausar indica l'operazione di lastricare o coprire un tetto di lose e il lausaire è colui che compie tali operazioni.
In piemontese, lòsa indica una lastra di pietra piana e sottile.
In spagnolo losa e loseta significano lastra e mattonella, mentre il verbo enlosar indica l'operazione di pavimentare o lastricare. In francese quello del lauzier (il collocatore di lauzes, ovvero tegole sui tetti) è considerato un antico mestiere. Molto probabile quindi, in considerazione che le varie forme di lose e losette sono tipi di lastra, che questi vocaboli appartengono alla famiglia etimologica del latino lamina appunto significante lastra oltre che piastra, moneta e lama.

## Materia prima

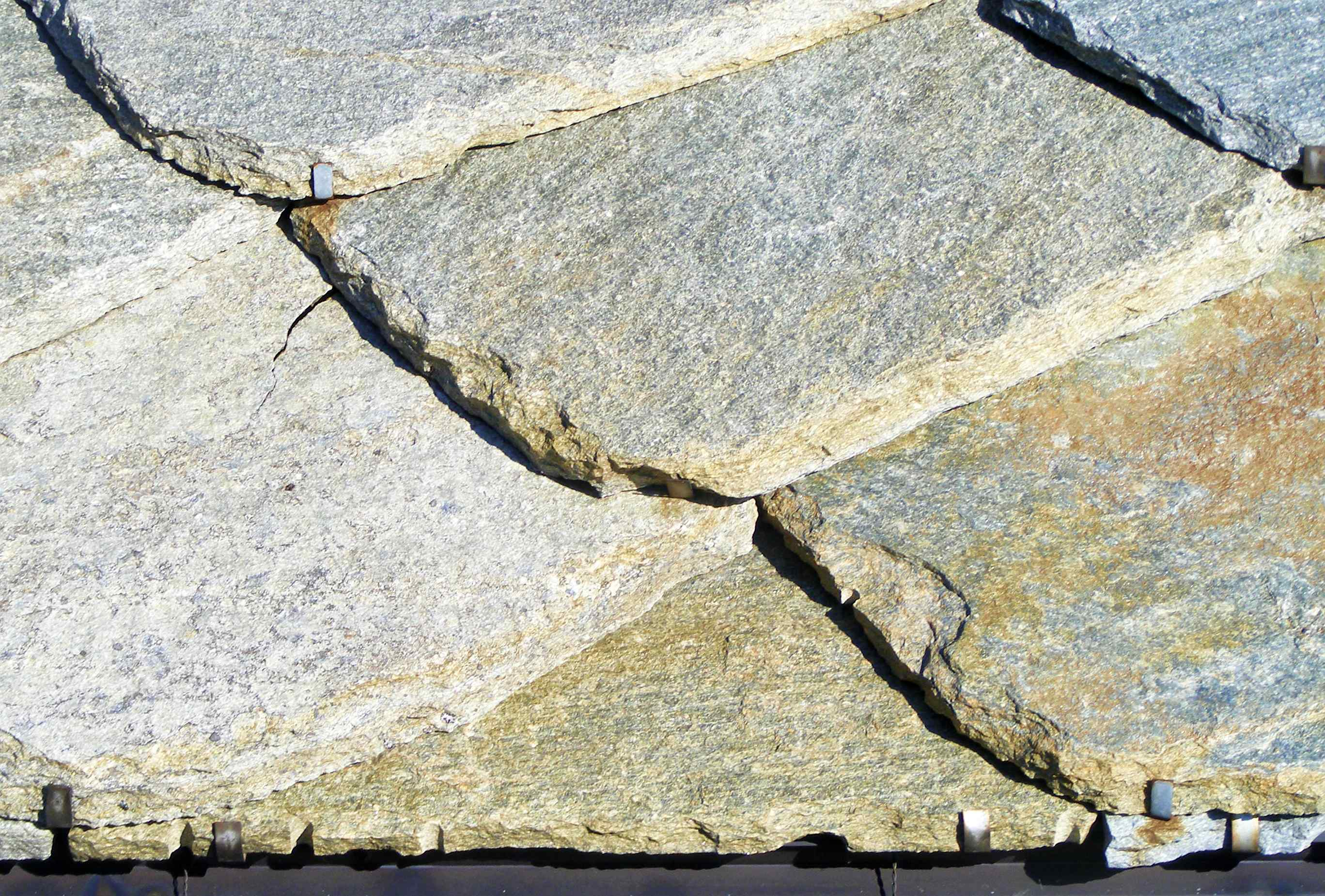
Tetto in lose (dettaglio)

Le rocce dalle quali vengono ricavate le lose sono di natura scistosa, ovvero fratturabili lungo il piano orizzontale e quindi relativamente facili da suddividere in lastre. A seconda dell'area vengono utilizzati per la produzione delle lose materiali diversi quali ortogneiss (ad esempio in Piemonte), serpentini scistosi (ad esempio in Valtellina), gneiss (ad esempio in Val Chiavenna o in Ticino), ardesia, come in Liguria (chiamata comunemente pietra di Lavagna) e nell'Alta Val Brembana (con piode di metarenarie/argillite anchimetamorfica, detta anche ardesia porfiroide) o arenaria (come in Lunigiana e nell'Appennino tosco-emiliano). Nella Bassa Valle valdostana, caratterizzata da rocce eclogitiche, sono presenti le antiche cave delle varietà "granito verde argento" e "losa di Courtil" per ricavare i lastroni di marmo eclogitico adatti a coperture, rivestimenti e pavimentazioni.

## Messa in opera
La copertura di un tetto con le lose avviene tradizionalmente in tre fasi distinte: posizionamento, squadratura e fissaggio.
L'artigiano sceglie le pietre più grandi per coprire le file più basse, risalendo poi verso l'alto sugli spioventi del tetto con le lastre di dimensioni minori. Dopo essere stata posizionata in modo che risulti sovrapposta alle pietre sottostanti per almeno una quindicina di cm la pietra viene squadrata con una mazzetta da muratore in modo da smussarla lateralmente. Infine con un trapano vengono praticati due fori in prossimità del bordo nei quali sono inseriti dei chiodi metallici per il fissaggio. Nel caso il fissaggio con chiodi non venga effettuato è necessario aumentare l'area di sovrapposizione tra le lose contigue; a volte le lose vengono fissate non con chiodi ma con grappe metalliche.

### La posa del tetto

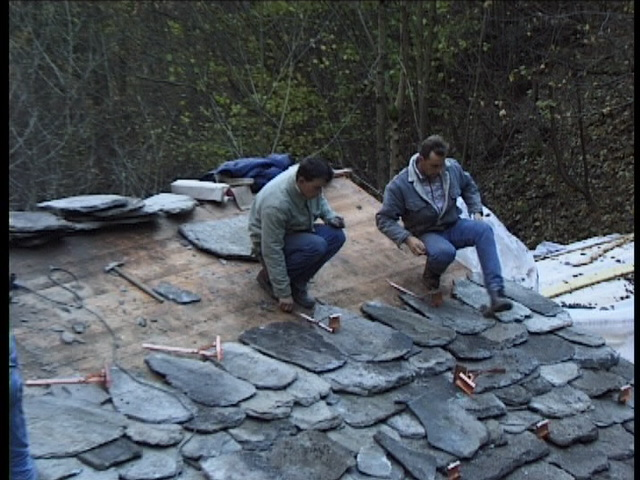
Tecnica di posa del tetto
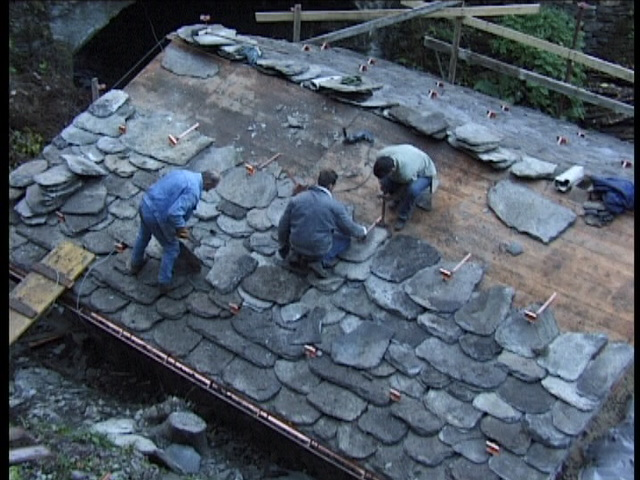
Teciat al lavoro sul tetto del Mulino del Dosso
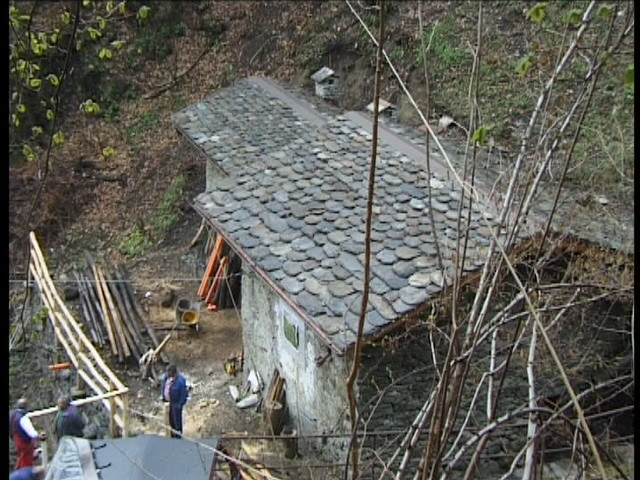
Il tetto completato

## Diffusione

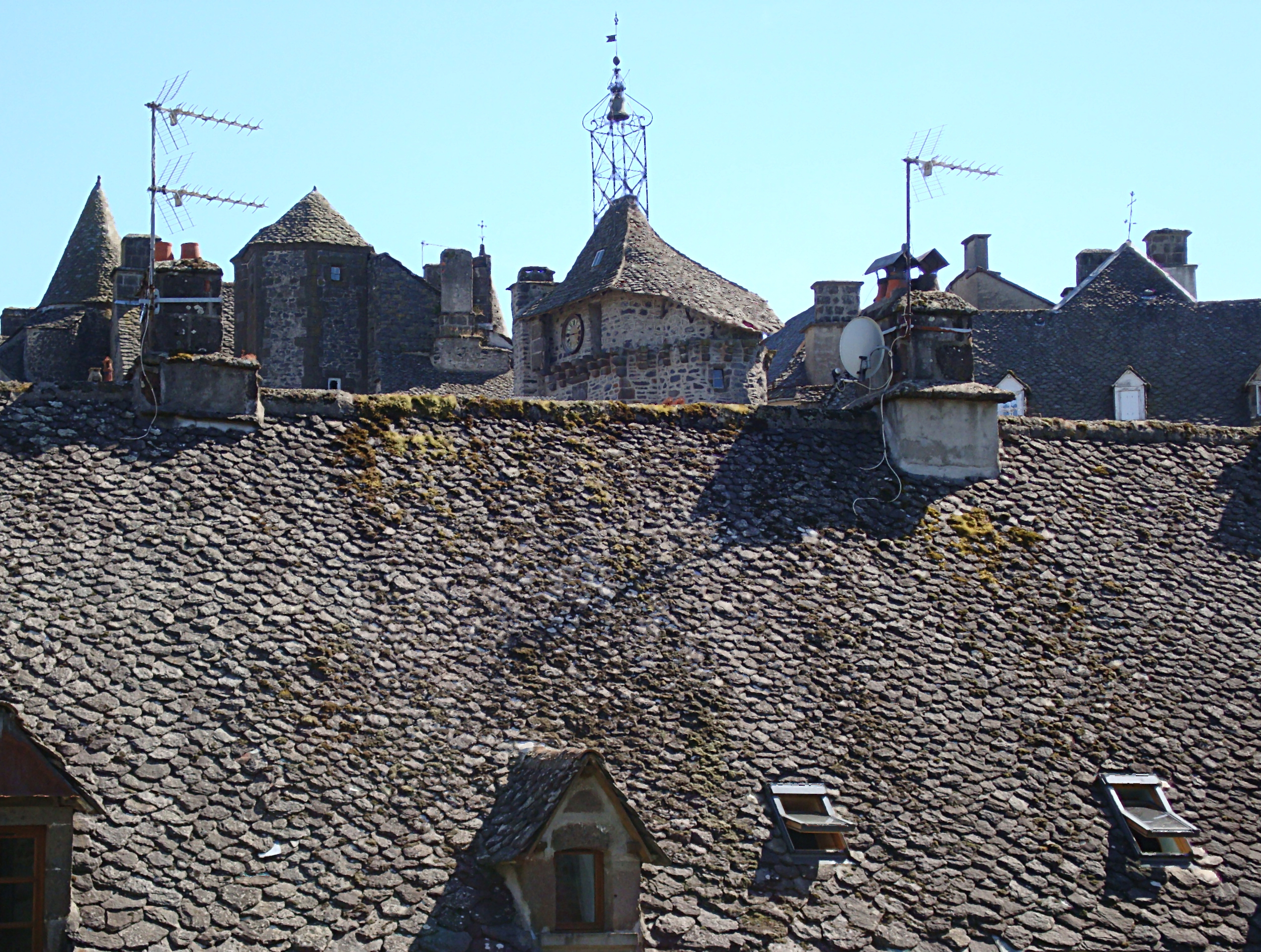
Un tipico tetto di lose a Salers (Cantal, Francia)

Le lose vengono tradizionalmente utilizzate nelle aree dove esisteva una disponibilità di materia prima o, in generale, nelle quali il costo delle tegole laterizie risultava maggiore di quello delle lose.

### Francia
Nell'altopiano dei Vosgi, tra il dipartimento omonimo e quello dell'Haute-Saône, si utilizzano come lose lastre di arenaria localmente chiamate « laves ».
A Viens, nel dipartimento della Vaucluse, sono ancora presenti granai del XVII e XVIII secolo con tetti a due falde coperti di lose calcaree poggiate su volte a botte.
In Borgogna le lastre di copertura dei tetti in lose poggiano direttamente sulla volta o sono sostenute da travature in legno. L'appoggio diretto sulla volta è in genere limitato ad edifici secondari.
In Savoia come nell'Alta Moriana e nell'Alta Tarantasia per molti anni la copertura in lose è stata prescritta per legge in tutte le nuove costruzioni; a fronte di tale obbligo era però previsto un contributo economico del dipartimento e dei comuni.

### Italia

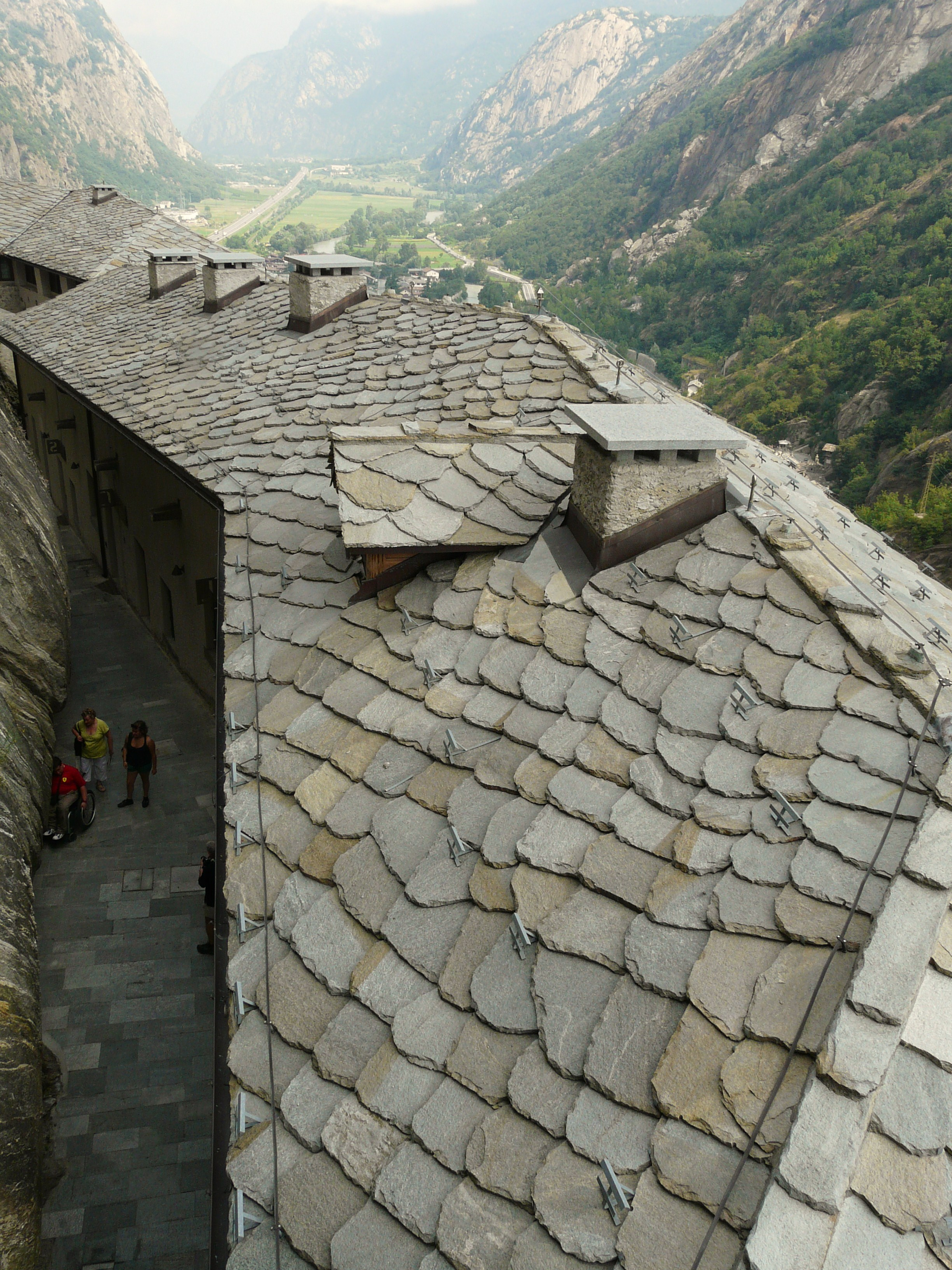
La copertura in lose del forte di Bard

In Valle d'Aosta per molti anni la copertura in lose è stata prescritta per legge in tutte le nuove costruzioni; a fronte di tale obbligo era però previsto un contributo economico da parte della regione autonoma. Tale obbligo a partire dal 2012 è rimasto solo nelle zone classificate come centri storici e in genere dove ciò sia prescritto dagli strumenti urbanistici in vigore. In questa regione la posa delle lose è un'arte tramandata di padre in figlio e rimane ad oggi una delle pochissime regioni dove attualmente il mestiere è in sviluppo.
La losa è la tegola tipica della tradizionale casa walser, come testimoniato dagli edifici storici in Valsesia.
La diffusione delle coperture in lose nelle Alpi piemontesi è testimoniata, tra l'altro, da una serie di toponimi di centri abitati (es. Losa, Luserna San Giovanni...), di montagne (Monte Losetta, Cima delle Lose ...) o di valichi (Passo delle Lose, Colle della Losa...).
Molto nota per la produzione di lose è la pietra di Luserna, usata come materiale da costruzione da tempi remoti ed estratta in varie da cave situate tra la Val Pellice e la Valle Po.
Le coperture in "piagne" sono state utilizzate per secoli nelle costruzioni dell'Appennino settentrionale e in Lunigiana, principalmente attraverso l'uso di pietra locale come l'arenaria. Nel secondo dopoguerra molti di questi tetti sono stati rimpiazzati da tegole e materiali moderni, sopravvivendo principalmente ad altitudini più alte o in edifici con vincolo architettonico e paesaggistico.
Una simile copertura era adoperata per i rifugi dei pastori sulle montagne dell'Appennino centrale (Abruzzo e Molise); il materiale utilizzato erano lastre di pietra calcarea, tipica della zona.

### Spagna
In Spagna esistono parecchi piccoli centri abitati caratterizzati dalla arquitectura negra - ad esempio nei pressi di Guadalajara - nei quali vengono utilizzate lose per la copertura dei tetti nonché pietre di diversa natura per la costruzione di muri portanti delle case. Tradizioni architettoniche simili sono presenti anche nei dintorni di Granada, sui Pirenei e nelle zone montane della Galizia.

## Altri usi
Oltre che per coprire i tetti e come pavimentazione le lose, scaldate in genere con brace o fiamma viva, vengono utilizzate come piastra di cottura per carni o altri tipi di cibo.